# Jolanda Annen
Jolanda Annen (11 de setembro de 1992) é uma triatleta profissional suíça.

## Carreira

### Rio 2016
Jolanda Annen disputou os Jogos do Rio 2016, terminando em 14º lugar com o tempo de 1:59:42. 